# Национальная кинопремия за лучший развлекательный фильм
Национальная кинопремия за лучший развлекательный фильм (хинди राष्ट्रीय चित्रपट पुरस्कार, सर्वश्रेष्ठ फीचर फिल्म, англ. National Film Award for Best Popular Film Providing Wholesome Entertainment, дословно — «Национальная кинопремия за лучший популярный фильм, предусматривающий полезное развлечение», ранее Best Feature Film with Mass Appeal, Wholesome Entertainment and Aesthetic Value) — одна из основных категорий Национальной кинопремии — главной кинематографической награды Индии, присуждаемой и вручаемой под эгидой Дирекции кинофестивалей Министерства информации и телерадиовещания Правительства Индии, игровым/художественным фильмам индийского кинематографа на любом из языков и диалектов страны.

## Описание
Изначально категория называлась «Специальный приз за художественный фильм с массовым призывом, полезным развлечением и эстетической ценностью».
Впервые была присуждена и вручена на 22-й церемонии награждения в 1975 году за фильм на хинди «Чистый лист бумаги», вышедший в прокат в 1974 году.
Продюсер Санат Котхари и режиссёр Анил Гангули получили премии Swarna Kamal (рус. Золотой лотос) и Rajat Kamal (рус. Серебряный лотос) соответственно.
Исполнители главных ролей: Виджай Ананд и Джая Бхадури — были награждены памятными медалями.
Начиная с 32-й церемонии награждения к премии добавился денежный приз. На следующем вручении в 1987 году категория была переименована в «Лучший фильм, предусматривающий популярность и полезное развлечение» и стала представлять собой Swarna Kamal, а также 40 тысяч и 20 тысяч рупий для продюсера и режиссёра соответственно. В 1991 году она снова поменяла название на «Лучший популярный фильм, предусматривающий полезное развлечение».
В настоящее время награда включает в себя медальон премии, сертификат о награждении и денежный приз размером 200 тысяч рупий.
Честь вручения премий, как и для других номинаций Национальной кинопремии, традиционно принадлежит президенту Индии, хотя в отдельные годы в этой роли выступали и политики другого ранга, в частности, премьер-министр Индира Ганди (1975—1977 и 1980—1984).

## Фильмы-призёры

### 1974—1989 годы
| Год, ссылки, (№ церемонии) | Фильмы                 | Языки                  | Продюсеры / продюсирующие организации   | Режиссёры              | Формулировка |
| -------------------------- | ---------------------- | ---------------------- | --------------------------------------- | ---------------------- | --- |
| 1975 (22-я)                | Чистый лист бумаги     | хинди                  | Санат Котхари                           | Анил Гангули           | — |
| 1976 (23-я)                | Tapasya                | хинди                  | Rajshri Productions                     | Анил Гангули           | — |
| 1977 (24-я)                | Премия не присуждалась | Премия не присуждалась | Премия не присуждалась                  | Премия не присуждалась | Премия не присуждалась |
| 1978 (25-я)                | Хозяин                 | хинди                  | Джая Чакраварти                         | Басу Чаттерджи         | За аккуратный сценарий, сдержанное, зрелое и достойное исполнение (особенно Гириша Карнада) и пристальное внимание к деталям, за поддержание духа оригинальной истории и её воплощение средствами кино с эффектностью и изяществом, за придание старой теме современной актуальности, за обеспечение всего, что возможно, чтобы сделать фильм нравящимся людям, не жертвуя психологической точностью или художественной ценностью. |
| 1979 (26-я)                | Ganadevata             | бенгали                | Правительство Западной Бенгалии         | Тарун Маджумдар        | За блестящую экранизацию современной литературной классики. Как и роман, фильм сумел отразить целую эпоху переходного периода. Избегая и коммерческой вульгаризации, и вычурности, фильм использует все кинематографические приемы, чтобы эффективно взаимодействовать с массами. |
| 1980 (27-я)                | Sankarabharanam        | телугу                 | Эдида Нагесвара Рао                     | Касинатхуни Вишванатх  | За убедительное представление отношений учитель-ученик подчеркивает настоятельную необходимость возрождения индийской классической музыки через яркого главного героя. За творческое использование классической музыки в качестве метафоры популярного кинематографического повествования и сферы развлечений. |
| 1981 (28-я)                | Премия не присуждалась | Премия не присуждалась | Премия не присуждалась                  | Премия не присуждалась | Премия не присуждалась |
| 1982 (29-я)                | Премия не присуждалась | Премия не присуждалась | Премия не присуждалась                  | Премия не присуждалась | Премия не присуждалась |
| 1983 (30-я)                | Премия не присуждалась | Премия не присуждалась | Премия не присуждалась                  | Премия не присуждалась | Премия не присуждалась |
| 1984 (31-я)                | Премия не присуждалась | Премия не присуждалась | Премия не присуждалась                  | Премия не присуждалась | Премия не присуждалась |
| 1985 32-я)                 | Kony                   | бенгали                | Правительство Западной Бенгалии         | Сародж Дей             | — |
| 1986 (33-я)                | Премия не присуждалась | Премия не присуждалась | Премия не присуждалась                  | Премия не присуждалась | Премия не присуждалась |
| 1987 (34-я)                | Samsaram Adhu Minsaram | тамильский             | AVM Productions                         | Вису                   | За его зрелищное представление сложной современной социальной проблемы — распада единой семьи. |
| 1988 (35-я)                | Отель «Пушпак»         | немой фильм            | Сингитам Шриниваса Рао Шрингар Нагарадж | Сингитам Шриниваса Рао | За его новаторский подход к зрелищности. |
| 1989 (36-я)                | Приговор               | хинди                  | Насир Хуссейн                           | Мансур Хан             | За представление свежего и чистого очарования на киноплёнке с выделяющимся воображением. |

### 1990—2000-е годы
| Год, ссылки, (№ церемонии)   | Фильмы                         | Языки                  | Продюсеры / продюсирующие организации     | Режиссёры              | Формулировка |
| ---------------------------- | ------------------------------ | ---------------------- | ----------------------------------------- | ---------------------- | --- |
| 1990 (37-я) 2 фильма-призёра | Чандни                         | хинди                  | Yash Raj Films                            | Яш Чопра               | За обеспечение чистого и романтического зрелища, освещенного с ровным исполнением и свежими текстами в народной форме. |
| 1990 (37-я) 2 фильма-призёра | Гитанджали                     | телугу                 | Bhagyalakshmi Enterprises                 | Мани Ратнам            | За инновационный подход в изображении юношеской страсти. |
| 1991 (38-я)                  | Голубая река                   | хинди                  | Дхармендра                                | Раджкумар Сантоши      | За высоко достоверный тематически, очень хорошо сплетенный эмоционально, логически доведенный до конца и технически превосходный фильм.                                                                                                 |
| 1992 (39-я)                  | Премия не присуждалась         | Премия не присуждалась | Премия не присуждалась                    | Премия не присуждалась | Премия не присуждалась |
| 1993 (40-я)                  | Sargam                         | малаялам               | Бхавани                                   | Харихаран              | За восхитительное переложение семейной саги в трогательный музыкальный фильм. |
| 1994 (41-я) 2 фильма-призёра | Сломанный замок                | малаялам               | Наводая Аппачан                           | Фазиль                 | За разбор необычной темы психологической аберрации в консервативном обществе и полное принятие современных подходов. |
| 1994 (41-я) 2 фильма-призёра | Жизнь под страхом              | хинди                  | Яш Чопра                                  | Яш Чопра               | За убедительную презентацию темы любви, которая осложняется её связью с прошлым опытом страха. |
| 1995 (42-я)                  | Кто я для тебя?                | хинди                  | Rajshri Productions                       | Сурадж Барджатья       | За революцию в области массовых развлечений в Индии с развлечением для всей семьи и причудливый фильм, который достигает успеха не прибегая к привычному насильственному языку повествования.                                           |
| 1996 (43-я)                  | Непохищенная невеста           | хинди                  | Яш Чопра                                  | Адитья Чопра           | За презентацию стоящего развлечения для всей семьи с помощью простой любовной истории с добротой и чуткостью. |
| 1997 (44-я)                  | Поджигатели                    | хинди                  | Р. В. Пандит                              | Гулзар                 | За мощное изображение Пенджабской ситуации, исследующее травмы, конфликты и трагедии молодежи в Пенджабе. |
| 1998 (45-я)                  | Сумасшедшее сердце             | хинди                  | Яш Чопра                                  | Яш Чопра               | За его чистое, весёлое изображение молодых людей в фильме, который идёт без особых усилий и избегает каких-либо признаков насилия или пошлости.                                                                                         |
| 1999 (46-я)                  | Всё в жизни бывает             | хинди                  | Яш Джохар                                 | Каран Джохар           | За неотразимое обаяние и универсальную притягательность его сюжета, музыки, танца и исполенения. |
| 2000 (47-я)                  | Патриот                        | хинди                  | Джон Мэттью Маттхан                       | Джон Мэттью Маттхан    | За захватывающее изображение честного офицера, борющегося с конструктивной подрывной деятельностью, которая подпитывает подозрения и портит отношения между двумя общинами. Смелая тема для дебютного фильма режиссёра в массовом кино. |
| 2001 (48-я)                  | Vaanathaippola                 | тамильский             | Вишванатан Равичандран                    | Викраман               | За искреннее отображение ценностей одной семьи и необходимости разделять хорошие и трудные времена вместе. |
| 2002 (49-я)                  | Лагаан: Однажды в Индии        | хинди                  | Аамир Хан                                 | Ашутош Говарикер       | За демонстрацию победы человеческого духа перед лицом угнетения, и за творческое использование крикета в качестве метафоры как для колонизации, так и для национализма.                                                                 |
| 2003 (50-я)                  | Девдас                         | хинди                  | Бхарат Шах                                | Санджай Лила Бхансали  | За его техническое изящество и современное переосмысление бессмертной классики. |
| 2004 (51-я)                  | Братан Мунна: Продавец счастья | хинди                  | Видху Винод Чопра                         | Раджкумар Хирани       | За решение социальных проблем с юмором и состраданием. |
| 2005 (52-я) 2 фильма-призёра | Вир и Зара                     | хинди                  | Yash Raj Films                            | Яш Чопра               | За использование трогательной сказки о любви, чтобы подчеркнуть важность человеческих отношений над искусственными границами. |
| 2005 (52-я) 2 фильма-призёра | Автограф                       | тамильский             | Черан                                     | Черан                  | За использование ностальгии особым образом, который является мощным, но поэтичным. |
| 2006 (53-я)                  | Цвет шафрана                   | хинди                  | Ракеш Омпракаш Мехра, UTV Motion Pictures | Ракеш Омпракаш Мехра   | За создание народного призыва, который захватывает тоску подрастающего поколения с состраданием и фантазией. |
| 2007 (54-я)                  | Братан Мунна 2                 | хинди                  | Видху Винод Чопра                         | Раджкумар Хирани       | За предание вновь юридической силы философии ненасилия в раздираемом враждой мире и помощь в обретении Ганди в обычном человеке. |
| 2008 (55-я)                  | Индия, вперед!                 | хинди                  | Адитья Чопра                              | Шимит Амин             | За тщательное развлечение аудитории, заставляющее каждого гордиться тем, что он — индиец. Шедевр вдохновенного кинопроизводства. |
| 2009 (56-я)                  | Везунчик Лаки                  | хинди                  | UTV Motion Pictures                       | Дибакар Банерджи       | За своё разумное обращение с нетрадиционной темой, что делает фильм отличающимся в популярном формате. |

### 2010-е годы
| Год, ссылки, (№ церемонии)   | Фильмы                     | Языки              | Продюсеры / продюсирующие организации                   | Режиссёры            | Формулировка |
| ---------------------------- | -------------------------- | ------------------ | ------------------------------------------------------- | -------------------- | --- |
| 2010 (57-я)                  | 3 идиота                   | хинди              | Видху Винод Чопра                                       | Раджкумар Хирани     | За интеллектуальное развлечение, которое затрагивает современные проблемы, волнующие общество, с восхитительным юмором и обаятельным исполнением. |
| 2011 (58-я)                  | Бесстрашный                | хинди              | Арбаз Хан, Малаика Арора Хан, Дхилин Мехта              | Абхинав Кашьяп       | За ответ на потребность кинозрителей в развлечении, укоренившуюся в индийской земле. |
| 2012 (59-я)                  | Azhagarsamiyin Kuthirai    | тамильский         | П. Мадхан                                               | Сусинтиран           | За переосмысление традиционных представлений о современных развлечениях и получения признания в мейнстриме. Режиссёр смело намеревался рассказать басню о храмовых ритуалах в совершенно реалистичных рамках о фермерах, политиках и бедных семьях сельских жителей Тамил-Наду. Его увлеченность кинематографическим языком так же прочна, как и эмоциональные графики, нарисованные огромным ансамблем персонажей. |
| 2013 (60-я) 2 фильма-призёра | Донор Вики                 | хинди              | Джон Абрахам, Сунил Лулла, Ронни Лахири, Рам Мирчандани | Шуджит Сиркар        | Полезное развлечение представлено в свежей и юмористической манере. Режиссёр ловко избегал попадания в колею фильмов по определенной формуле, представляя требующую деликатного обращения тему донорства спермы без потворства низменным инстинктам среднестатистического зрителя. |
| 2013 (60-я) 2 фильма-призёра | Отель «Устад»              | малаялам           | Листин Стефен                                           | Анвар Рашид          | Отличная реклама для «Desi Enterprise», фильм передает решительное послание о поиске понимания, сострадания и удовлетворенности через служение обществу в целом! |
| 2014 (61-я)                  | Беги, Милка, беги!         | хинди              | Ракеш Омпракаш Мехра                                    | Ракеш Омпракаш Мехра | За сохранение истории и ценностей великого спортсмена и его перевод в кинематографическую среду с апломбом. |
| 2015 (62-я)                  | Мэри Ком                   | хинди              | Санджай Лила Бхансали                                   | Омунг Кумар          | За вдохновляющий рассказ о женщине, которая становится национальной иконой благодаря её решительному стремлению к спортивному мастерству. |
| 2016 (63-я)                  | Брат Баджранги             | хинди              | Салман Хан, Роклайн Венкатеш                            | Кабир Хан            | За борьбу с важной социальной проблемой в простом душевном и развлекательном формате. |
| 2017 (64-я)                  | Sathamanam Bhavati         | телугу             | Дил Раджу                                               | Сатиш Вегесна        | В знак признательности за создание чувства ликования, путем дани уважения семейным ценностям в неизведанной манере. |
| 2018 (64-я)                  | Бахубали: Рождение легенды | телугу, тамильский | Прасад Девинени                                         | С. С. Раджамаули     | |
| 2019 (66-я)                  | Поздравляем!               | хинди              | Junglee Pictures                                        | Амит Шарма           | Фильм ломает стереотипы о беременности в среднем возрасте с помощью простого повествования, эффективной характеристики и содержательных диалогов. |
| 2020 (67-я)                  | Maharshi                   | телугу             | Sri Venkateswara Creations                              | Вамси Пайдипалли     | |